# Přežvykování
Přežvykování (ruminace) je proces rozmělňování již jednou polknuté potravy na principu regurgitace.

## Další informace
Pravidelné přežvykování je typické pro přežvýkavce. Tato zvířata většinou při krmení či pastvě pouze ukusují nebo vytrhávají (např. tur domácí) píci a celou ji polykají. Po napasení, přechází do klidové fáze a několik hodin přijatou potravu přežvykují. Většinou jim v tom napomáhají předžaludky, ze kterých je píce vrácena do úst, kde dochází k jejímu drcení.